# Abudefduf septemfasciatus
Pour les articles homonymes, voir Sergent-major (homonymie).
Espèce
Le sergent-major chinois (Abudefduf septemfasciatus) est une espèce de poissons marins appartenant à la famille des Pomacentridae.